# 本因坊秀策囲碁記念館
本因坊秀策囲碁記念館（ほんいんぼうしゅうさくいごきねんかん）は、広島県尾道市の因島にある、本因坊秀策の資料を中心とした囲碁の資料館。

## 概要
因島は「囲碁の島」としても知られる。1997年、因島市は棋聖本因坊秀策やアマ四強村上文祥がこの地で生まれたことから、町おこしの一環として囲碁を市技として制定した。これに『ヒカルの碁』での囲碁ブームと2004年秀策が囲碁殿堂に顕彰されたことを機に島には観光客が訪れ、さらに町を挙げて囲碁の文化普及を進めてきた。2006年因島市は平成の市町村合併により尾道市と合併消滅するが、尾道市もこの普及を引き継ぎ囲碁を市技とした。そして2007年合併記念事業として秀策の生家復元と資料展示が決まり、2008年に開館したのがこの記念館である。
生家は棋戦会場としても用いられ、2016年には井山裕太本因坊初の防衛戦となった第71期本因坊戦が行われている。事前予約すれば因島囲碁協会が派遣した「碁ランティア」と対戦することができる。
記念館の隣が石切風切神社になる。そもそも生家があったところであり、1926年その前に「本因坊秀策碑」が建立されたものの、1972年老朽化に伴い生家は取り壊された。そのため本因坊秀策碑は神社内にあり、記念館ができるまではここに秀策の資料を展示保管していた。また記念館正面山手の地蔵院に秀策の墓がある。

## 施設

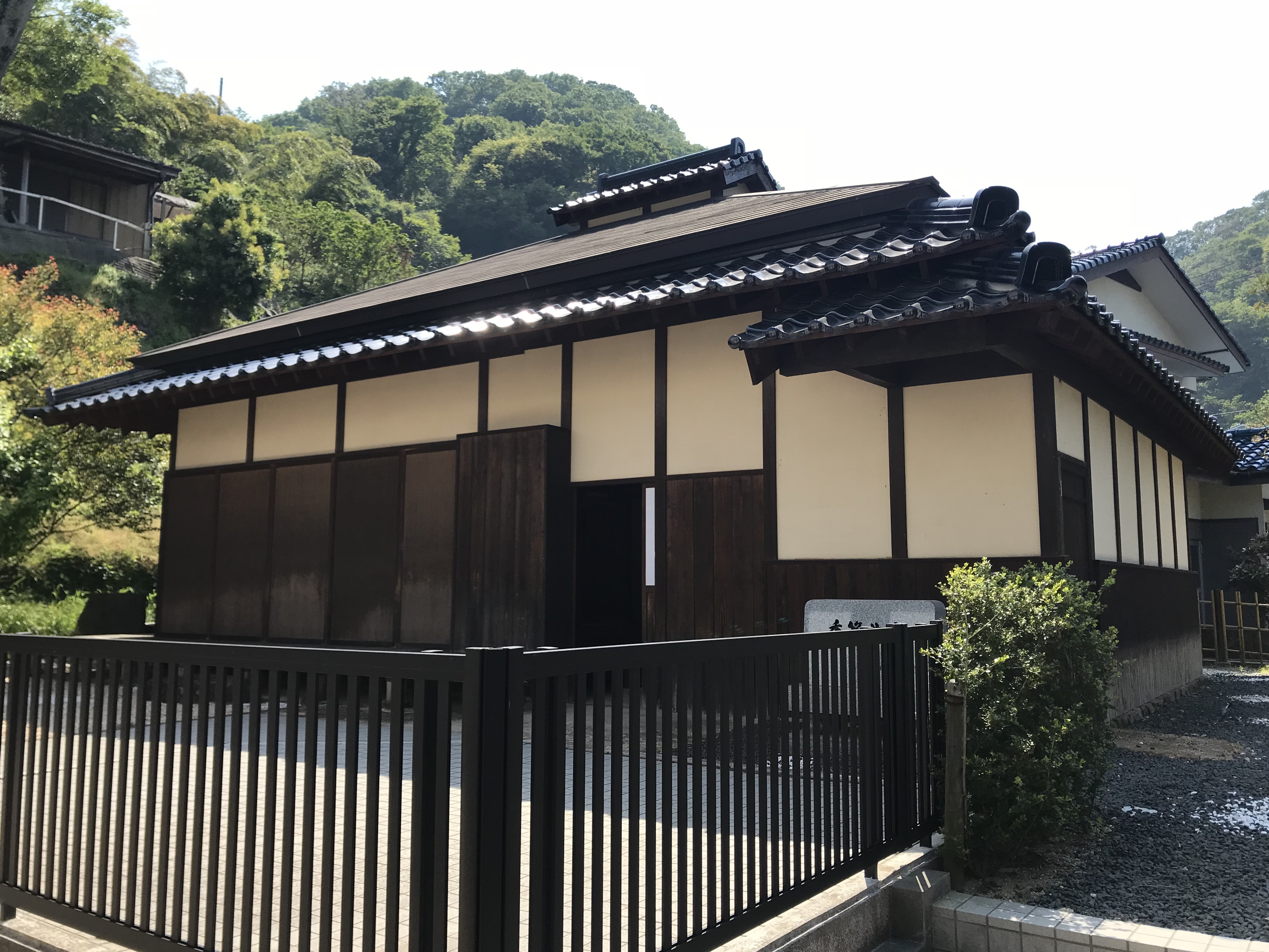
復元生家

囲碁記念館
鉄筋コンクリート造平屋建。主要フロアは、常設展示の「秀策展示室」と企画展示の「企画展示室」。
秀策展示室には秀策の資料を展示している。愛用の碁盤と碁石、食膳、16歳時に書いた筆跡書幅、本因坊より囲碁免状四段、死亡通知書、天保14年版日本国中囲碁名鑑などが見どころ。
企画展示室では囲碁に関するものを展示している。
「研修室」は研修や囲碁対局に利用、「売店」もある。
（復元）生家
旧生家家相図を元に再現したもの。木造平屋建。畳敷4間、土間、台所などからなる。囲碁対局や茶室として利用できる。
見どころは秀策が碁を始めるきっかけとなった押入れ。ある日いたずらをした罰として父に押入れに入れられると、薄暗い押し入れの中で碁石を見つけ夢中で並べていた。それを見た母が碁の手ほどきをするとめきめき上達したという。

## 利用情報
- 開館 : 10:00 - 17:00
- 休日 : 火曜日（ただし祝日の場合は翌水曜日）、年末年始
- 料金 : 大人300円（団体割引あり）、中学生以下無料
- 無料駐車場10台分

## 交通
- 車
  - 因島北ICから約5分
  - 因島南ICから約10分
- バス
  - 土生港から島内バス大橋行き、「入川橋」バス停下車、徒歩約10分